# Gropskär, Korpo
Gropskär är en ö i Finland. Den ligger i Norra Östersjön eller Skärgårdshavet och i kommunen Pargas i den ekonomiska regionen  Åboland i landskapet Egentliga Finland, i den sydvästra delen av landet. Ön ligger omkring 92 kilometer sydväst om Åbo och omkring 200 kilometer väster om Helsingfors. 
Öns area är 2,6 hektar och dess största längd är 270 meter i sydväst-nordöstlig riktning.